# Graz Gladiators
Die Graz Gladiators sind ein Lacrosse-Verein aus Graz. Der Club nahm seine Vereinstätigkeit im August 2004 auf.
Mit sieben nationalen Meisterschaften im Damen-Lacrosse sind sie die dominierende Damen-Mannschaft in der Österreichischen Lacrosse-Liga. Die Herren-Mannschaft wächst von Jahr zu Jahr und stellt eines der besten Teams in Österreich. In der Saison 2011 gelang es den Grazern als einziges Team, den Meister aus Wien zu schlagen.

## Ligen
Die Herren der Graz Gladiators nehmen gemeinsam mit den Vienna Monarchs, Bratislava Tricksters, Lacrosse Klub Olimpija Ljubljana und Budapest Blax an der Danube Lacrosse League (DLL) teil.
Die Damen spielen in der Saison 2019 in der Österreichischen Lacrosse Liga gegen die Vienna Cherokees und die Vienna Monarchs.

## Turniere
Neben den Spielen in der Liga nehmen die Graz Gladiators an einigen internationalen Turnieren in Deutschland, Ungarn, Kroatien und Tschechien teil.

## Erfolge und Titel
Meisterschaft
- Damen: 7 × Österreichischer Meister: 2007, 2008, 2009, 2010, 2012, 2013, 2014, 2. Platz 2015 und 2016, 3. Platz 2017, 4. Platz 2018 (Tschechisch-Österreichische Liga)
- Herren: 4. Platz 2008, 5. Platz 2009, 4. Platz 2010, 2. Platz 2011–2016, 3. Platz 2017, 4.Platz 2018

Turniere
- Herren: 3. Platz Passau Open 2014, 1. Platz FallBall 2016, 1. Platz Kernöl Trophy 2016 u. 2017
- Damen: 4. Platz New Years Cup 2018, 1. Platz Passau Open 2018, 3. Platz Austrian Lacrosse Open 2018, 6. Platz Champions Cup Ghent 2018 (inkl. Topscorerin)